# 大河镇 (石家庄市)
大河镇，是中华人民共和国河北省石家庄市鹿泉区下辖的一个乡镇级行政单位。

## 行政区划
大河镇下辖以下地区：
大河村、小河村、孟同村、双合村、贾村、杜童村、纸房头村、南落凌村、中落凌村、北落凌村、城东桥东队村、城东桥西队村、霍寨村、徐家庄村、小马村、北高庄村、南故城村、北故城村、双庙村、曲寨村、邵营村、刘庄村、山前村、小栈道村、东邵营村和新庄头村。